# E31 (trasa europejska)
E31 – trasa europejska pośrednia północ-południe, wiodąca z Rotterdamu w Holandii do Ludwigshafen am Rhein w Niemczech.

## Przebieg E31
- Holandia: Rotterdam – Gorinchem – Nijmegen
- Niemcy: Goch – Krefeld – Kolonia – Koblencja – Bingen am Rhein – Ludwigshafen am Rhein

## Stary system numeracji
Do 1985 obowiązywał poprzedni system numeracji, według którego oznaczenie E31 dotyczyło trasy Londyn – St Albans – Northampton – Doncaster – Scotch Corner – Carlisle – Abington – Glasgow. Arteria E31 była wtedy zaliczana do kategorii „B”, w której znajdowały się trasy europejskie będące łącznikami lub odgałęzieniami.

### Drogi w ciągu dawnej E31
Lista dróg opracowana na podstawie materiału źródłowego
| Wielka Brytania | - droga nr 1: London – St. Albans – Peterborough – Newark-on-Trent – Doncaster – Darlington - droga A1: Darlington – Newcastle upon Tyne - droga nr 1: Newcastle upon Tyne – Berwick-upon-Tweed – Edinburgh - droga E31: Edinburgh – Glasgow |